# Tahar Ben Jelloun

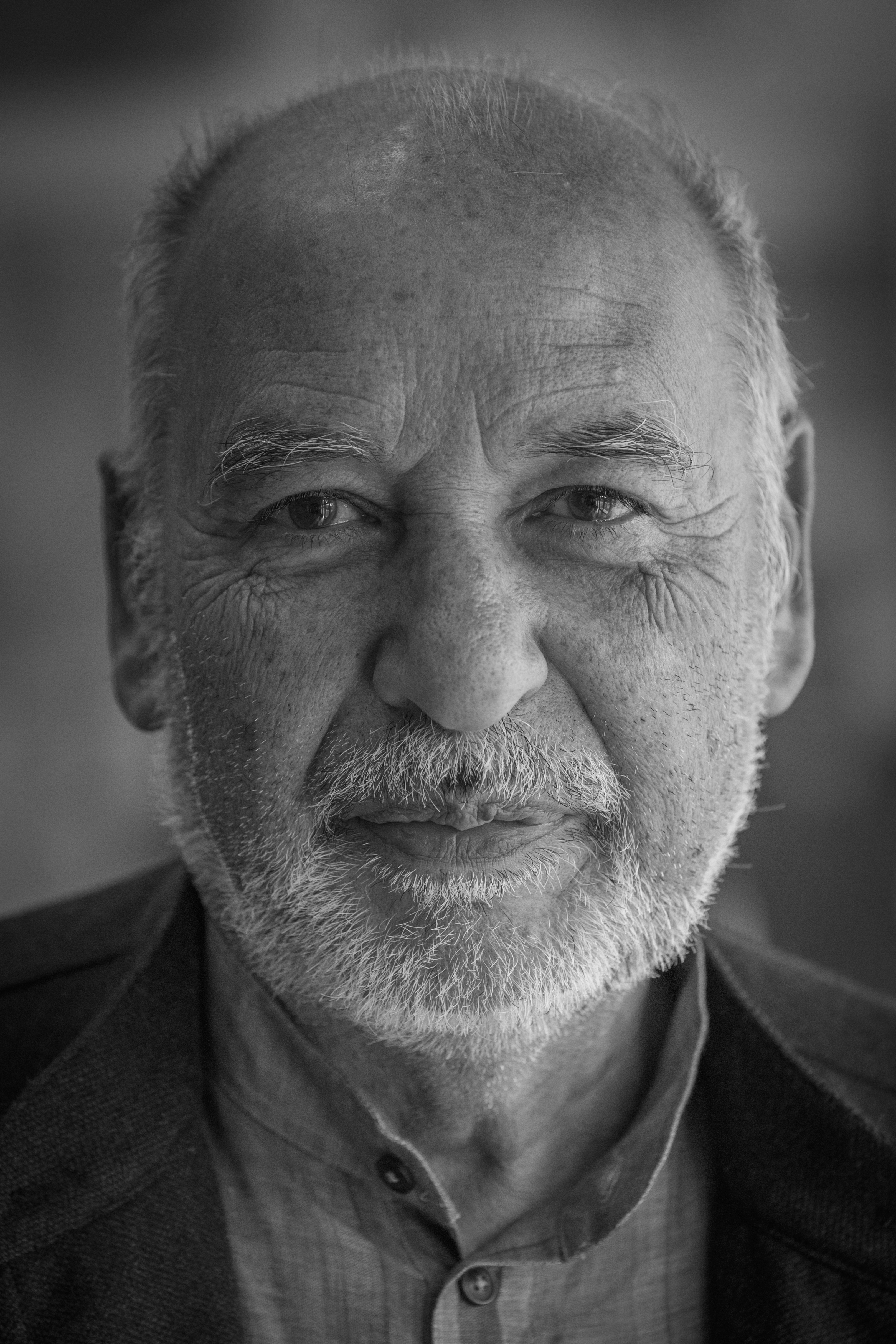
Tahar Ben Jelloun (2013)

Tahar Ben Jelloun (* 1. Dezember 1944 in Fès, Französisch-Marokko) ist ein frankophoner marokkanischer Schriftsteller und Psychotherapeut und gilt als bedeutendster Vertreter der französischsprachigen Literatur aus dem Maghreb.

## Leben
Nach dem Besuch einer arabisch-frankophonen Grundschule zog Ben Jelloun von seinem Geburtsort Fès nach Tanger, um dort bis zum Alter von 18 Jahren ein französisches Gymnasium (Lycée) zu besuchen. 1963 begann er ein Philosophiestudium an der Universität Mohammed V in Rabat, wo er auch seine ersten Gedichte verfasste, die in dem Sammelband Hommes sous linceul de silence 1971 erschienen sind. Nach Abschluss seines Studiums unterrichtete er Philosophie in Marokko, musste jedoch 1971 nach Frankreich emigrieren, da die Lehre der Philosophie arabisiert wurde und er dafür nicht ausgebildet war. Er wurde dort 1975 in Sozialpsychiatrie promoviert, wovon auch seine Werke beeinflusst wurden (z. B. La Réclusion solitaire, 1976). Ab 1972 schrieb er regelmäßig für Le Monde.
In den folgenden Jahren veröffentlichte Ben Jelloun zahlreiche Romane, unter anderem 1985 L’Enfant de sable, womit er bekannt wurde. La Nuit Sacrée, die Fortsetzung von Enfant de sable, wurde 1987 mit dem Prix Goncourt ausgezeichnet. Damit war Ben Jelloun der erste aus Nordafrika stammende Autor, der diesen Preis erhielt. 1994 wurde er mit dem Grand Prix littéraire du Maghreb ausgezeichnet, womit er sich endgültig als französischsprachiger Autor durchsetzte.
Im Juni 2004 erhielt Ben Jelloun den mit 100.000 Euro dotierten irischen Literaturpreis IMPAC für sein Buch Cette aveuglante absence de lumière (deutsch: „Das Schweigen des Lichts“), in dem er die Zustände im – inzwischen geschlossenen – Gefangenenlager Tazmamart im Marokko der 1970er und 1980er Jahre beschreibt. Dem Roman liegen historische Ereignisse zugrunde.
Ben Jellouns Werke wurden in zahlreiche Sprachen übersetzt, so zum Beispiel L’Enfant de sable und La Nuit sacrée in 43 Sprachen oder Le Racisme expliqué à ma fille in 25 Sprachen. Sein Roman Les Raisins de la galère wurde außerdem in Nordrhein-Westfalen und Niedersachsen für das Zentralabitur 2008 und 2009 in Französisch vorausgesetzt.
Ben Jelloun lebt mit seiner Frau und seiner Tochter Mérième, an die er einige seiner Jugendbücher gerichtet hat, in Paris. In Le Racisme expliqué à ma fille (deutsch: „Papa, was ist ein Fremder?“) von 1997 erklärt er seiner Tochter – und allen anderen Interessierten – einfühlsam und dennoch sachlich, warum Rassismus entsteht und wie man dem entgegenwirken kann. Dieses Kinderbuch und L’Islam expliqué aux enfants (deutsch: „Papa, was ist der Islam?“), welche Jelloun beide als Essay schrieb, wurden zu internationalen Bestsellern.
2011 schrieb Ben Jelloun das Werk Arabischer Frühling, in welchem er sich mit den Protesten in der arabischen Welt auseinandersetzte und wofür er im selben Jahr mit dem Erich-Maria-Remarque-Friedenspreis der Stadt Osnabrück ausgezeichnet wurde.

## Ehrungen
- 1987: Prix Goncourt für La Nuit sacrée[6]
- 1988: Ehrendoktor der Universität Montreal[7]
- 1995: Kommandeur des Ordre des Arts et des Lettres[8]
- 2008: Großoffizier der Ehrenlegion[9]
- 2012: Kommandeur des Ordre national du Mérite[10]
- 2017: Benennung des Asteroiden (29449) Taharbenjelloun[11]

## Werke
- Harrouda (1973).
  - Harrouda. Deutsch von Horst Lothar Teweleit. Berlin: Rütten & Loening, 1985.
- La Réclusion solitaire (1976).
- Les amandiers sont morts de leurs blessures (1976).
  - Die Mandelbäume sind verblutet. Prosa und Lyrik. Aus dem Französischen übersetzt von Helmut T. Heinrich. Berlin: Aufbau, 1979.
- La Mémoire future - Anthologie de la nouvelle poésie du Maroc Maspero (1976).
- La Plus Haute des solitudes (1977).
  - deutsch: Die tiefste der Einsamkeiten. Stroemfeld/Roter Stern, Frankfurt am Main 1986, ISBN 3-87877-261-0.
- Moha le fou, Moha le sage (1978).
  - Der Gedächtnisbaum. Roman. Aus dem Französischen von Christiane Kayser. Berlin: Rotbuch, 1989.
- A l’insu du souvenir (1980).
- La Prière de l’absent (1981).
  - Das Gebet an den Abwesenden. Roman. Deutsch von Horst Lothar Teweleit. Berlin: Rütten & Loening, 1990.
- La Réclusion solitaire (1981).
- L’Ecrivain public (1983).
  - Der öffentliche Schreiber. Deutsch von Horst Lothar Teweleit. Berlin: Rütten & Loening, 1987.
- Hospitalité française, 1997 et " Points Actuels ", n° A65 (1984).
- La Fiancée de l’eau (1984).
- L’Enfant de sable (1985).
  - deutsch: Sohn ihres Vaters. Aus dem Französischen von Christiane Kayser. Rotbuch-Verlag, Berlin 1986, ISBN 3-88022-716-0.
- La Nuit sacrée (1987).
  - deutsch: Die Nacht der Unschuld. Aus dem Französischen von Eva Moldenhauer. Rotbuch-Verlag, Berlin 1988, ISBN 3-88022-725-X.
- Jour de silence à Tanger, Éxditions du Seuil, Paris 1990.
  - deutsch: Tag der Stille in Tanger. Roman. Aus dem Französischen von Uli Aumüller. Roman. Rowohlt, Reinbek bei Hamburg 1991, ISBN 3-499-12823-3.
- Les Yeux baissés (1991).
  - Mit gesenktem Blick. Roman. Aus dem Französischen von Uli Aumüller. Reinbek bei Hamburg: Rowohlt, 1992.
- Alberto Giacometti (1991).
- La Remontée des cendres (1991).
- L’Ange aveugle (1992).
  - deutsch: Der blinde Engel. Deutsch von Christiane Kayser. Rowohlt, Reinbek 1994, ISBN 3-499-13412-8.
- L’Homme rompu (1994).
  - deutsch: Der korrumpierte Mann. Rowohlt, Reinbek 1995, ISBN 3-498-00581-2.
- La Soudure fraternelle (1994).
- Poésie complète (1995).
- Le Premier amour est toujours le dernier (1995).
- Les Raisins de la galère (1996).
  - deutsch: Die Früchte der Wut. Bloomsbury Verlag, Berlin 2007, ISBN 978-3-8333-5093-1.
- La Nuit de l’erreur (1997).
  - deutsch: Zina oder Die Nacht des Irrtums. Rowohlt, Reinbek 1999, ISBN 3-498-00601-0.
- Le Racisme expliqué à ma fille (1998; erheblich erweiterte Neuausgabe September 2009)
  - deutsch: Papa, was ist ein Fremder? Rowohlt, 2000, ISBN 3-499-21145-9.
- L’Auberge des pauvres (1999).
- Labyrinth des sentiments. Stock, Paris 1999.
  - deutsch: Labyrinth der Gefühle. Übersetzt von Christiane Kayser. Rowohlt, Reinbek 2001, ISBN 3-499-22722-3.
- Cette aveuglante absence de lumière (2001).
  - Das Schweigen des Lichts : Roman. Übersetzung Christiane Kayser. Berlin : Berlin-Verlag, 2001.
- L’Islam expliqué aux enfants (2002).
  - deutsch: Papa, was ist der Islam? (2003).
- Le dernier ami (2004).
  - deutsch: Der letzte Freund. Berlin Verlag, Berlin 2004, ISBN 3-8270-0556-6.
- Partir (2006).
  - deutsch: Verlassen, Roman. Übersetzt von Christiane Kayser. Berlin Verlag, Berlin 2006, ISBN 978-3-8270-0652-3.
- Sur ma mère (2008).
  - deutsch: Yemma – Meine Mutter, mein Kind. Berlin Verlag, Berlin 2007[12]
- Au pays (2009).
  - deutsch: Zurückkehren. Berlin Verlag, Berlin 2010, ISBN 978-3-8270-0905-0.
- Beckett et Genet, un thé à Tanger (2010).
- Jean Genet, menteur sublime (2010).
  - deutsch: Jean Genet, der herrliche Lügner. Merlin-Verlag, Gifkendorf 2011, ISBN 978-3-87536-289-3.
- L'étincelle (2011).
  - deutsch: Arabischer Frühling. Berlin Verlag, Berlin 2011 ISBN 978-3-8270-1048-3
- Le Bonheur conjugal. (2012).
  - deutsch: Eheglück. Übers. Christiane Kayser. Berlin Verlag, Berlin 2013, ISBN 978-3-8270-7672-4.
- L’Ablation. Gallimard, Collection «La Blanche», Paris 2014, ISBN 978-2-07-014412-9.
  - Der Einschnitt. Berlin Verlag, Berlin 2015, ISBN 978-3-8270-1245-6.
- Le terrorisme expliqué à nos enfants.
  - Übers. Christiane Kayser: Papa, was ist ein Terrorist? Berlin Verlag, 2017.
- L’Insomnie (2019).
  - deutsch: Schlaflos. Kriminalroman. Übers. Christiane Kayser. Polar Verlag, Stuttgart 2021, ISBN 978-3-948392-24-6.